# Reuilly (Indre)
Reuilly – miejscowość i gmina we Francji, w Regionie Centralnym, w departamencie Indre.
Według danych na rok 1990 gminę zamieszkiwały 1952 osoby, a gęstość zaludnienia wynosiła 76 osób/km² (wśród 1842 gmin Regionu Centralnego Reuilly plasuje się na 198. miejscu pod względem liczby ludności, natomiast pod względem powierzchni na miejscu 474.).